# Kelawadi, Badami
Kelawadi là một làng thuộc tehsil Badami, huyện Bagalkot, bang Karnataka, Ấn Độ.